# NGC 2788A
NGC 2788A (другие обозначения — ESO 60-24, IRAS09020-6801, PGC 25400) — спиральная галактика (Sb) в созвездии Летучая Рыба.
Этот объект не входит в число перечисленных в оригинальной редакции «Нового общего каталога» и был добавлен позднее.